# Шейнська сільська рада
Ше́йнська сільська рада (рос. Шейнский сельский совет) — сільське поселення у складі Пачелмського району Пензенської області Росії.
Адміністративний центр — село Шейно.

## Історія
2010 року була ліквідована Алексієвська сільська рада (села Алексієвка, Покровка, Троїцьке), її територія увійшла до складу Шейнської сільради.

## Населення
Населення — 828 осіб (2019; 1103 в 2010, 1488 у 2002).

## Склад
До складу сільської ради входять:
| Населений пункт    | Населення, осіб (2002) | Населення, осіб (2010) |
| ------------------ | ---------------------- | ---------------------- |
| Алексієвка, село   | 360                    | 297                    |
| Козловка, село     | 153                    | 99                     |
| Малий Буртас, село | 101                    | 44                     |
| Покровка, село     | 16                     | 2                      |
| П'ятницьке, селище | 10                     | 3                      |
| Салтиково, село    | 4                      | 1                      |
| Троїцьке, село     | 110                    | 67                     |
| Шейно, село        | 734                    | 590                    |